# Georg Antosch
Georg Antosch (* 1924; † 1993) war ein deutscher Theater- und Filmkritiker.

## Leben
Er war Lehrer von Beruf und nach dem Zweiten Weltkrieg in Görlitz tätig, wo er Mitglied des Kulturbundes zur demokratischen Erneuerung Deutschlands und der CDU wurde.
In den 1950er Jahren wurde Georg Antosch in Görlitz Redakteur der Parteizeitung der Ost-CDU Die Union. Er schrieb vor allem Theater- und Filmkritiken, nicht nur für Die Union, sondern auch für die „Neue Zeit“, „Der neue Weg“, „Theater der Zeit“ und für Radio DDR. Außerdem unterrichtete er an der Volkshochschule Görlitz Kulturfunktionäre, hielt Vorträge zur klassischen und modernen Operette und leitete von 1954 bis 1956 zahlreiche Filmdiskussionen. Später wechselte er von Görlitz in die Messestadt Leipzig.
1991 zog er sich aus Altersgründen aus dem Journalismus zurück und widmete sich noch der Textauswahl und Herausgabe einiger Publikationen über den Freistaat Sachsen und den Wald in Sachsen-Anhalt.

## Schriften (Auswahl)
- Aufschrei aus der Einsamkeit, vor 25 Jahren starb der Dichter Franz Werfel. In: Neue Zeit vom 27. August 1970.
- Georges Bernanos, Union-Verlag, Berlin 1971.
- Trotz alledem! In: Der Neue Weg, 14. Januar 1972.
- Reiche Erfahrungen und kritischer Geist. Gespräch mit dem Leipziger Thomaskantor Prof. Hans-Joachim Rotzsch. In: Gefährten auf gemeinsamem Weg. Bilder vom Leben und Wirken christlicher Demokraten in der DDR. Union-Verlag, Berlin 1973.
- Mit Inspiration und Leidenschaft. Das Künstlerporträt: Generalmusikdirektor Rolf Reuter. In: Neue Zeit, 27. November 1976, Jg. 32, Ausgabe 283, S. 4.
- Virtuose, Juror und Musikpädagoge. In: Neue Zeit, 5. Juli 1980, Jg. 36, Ausgabe 157, S. 7.
- Aktion und Passion. 45 Jahre Leipziger Spielgemeinde – das Theater der Kirche. Leipziger Blätter, Heft 28, S. 16–20, ISSN 0232-7244
- Kalenderblatt für Martin Hellberg. In: Neue Zeit. Zentralorgan der Christlich-Demokratischen Union Deutschlands. Nr. 26/1985, 31. Januar 1985, Aus dem kulturellen Leben, S. 4.
- (Textauswahl): Der Freistaat Sachsen und seine Regionen. Verlag Kunst und Touristik, Leipzig 1991.
- (Textauswahl): Mitteldeutschland – unser Sendegebiet. Verlag Kunst und Touristik, Leipzig 1992.
- (Textauswahl): Der Freistaat Sachsen und seine Schlösser und Gärten (mit Vorwort von Kurt Biedenkopf). Verlag Kunst und Touristik, Leipzig 1992.
- (Redaktion): Unser Wald in Sachsen-Anhalt, Landesforstverwaltung Sachsen-Anhalt, Magdeburg 1994.

## Ehrungen
- 1981 Kunstpreis der Stadt Leipzig